# Mahákásjapa

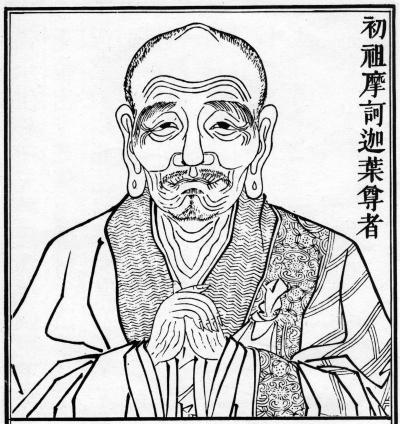
Mahákásjapa hagyományos kínai illusztrációja.

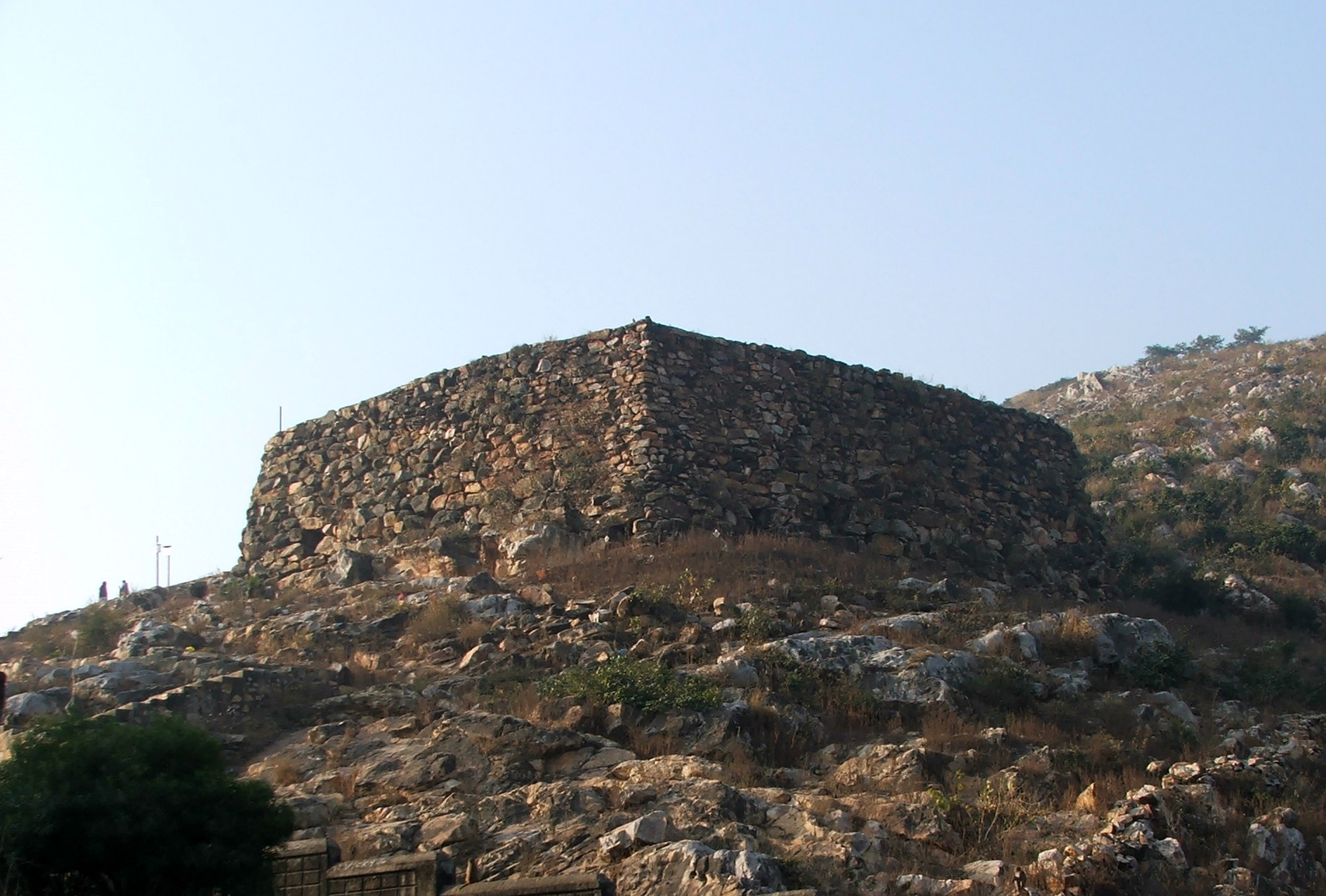
A rádzsgíri Pipphali-barlangok, ahol egyszer Mahákásjapa megszállt.

Mahákásjapa (szanszkrit; páli: Mahákasszapa; japán: 摩訶迦葉 Maha Kaso vagy Makakaso) vagy Kásjapa a buddhista hagyomány szerint a történelmi Buddha tíz legfőbb tanítványai közé tartozott. A Magadha királyságból származott, s ő hívta össze az első buddhista zsinatot. 

## A korai buddhizmusban
Mahákásjapát Buddha tanítványai közül az egyik legjelentősebbnek tartják, aki élen járt az aszkéta gyakorlatokban. Szobrokon gyakran ábrázolják Ánandával - a Buddha legközelebbi tanítványával - együtt, ahogy Buddha két oldalán állnak.

## A Lótusz szútrában
A Lótusz szútra 6. fejezetében ("Jóslat adományozása") a Buddha  próféciákat adományoz tanítványainak, melyek a megvilágosodásról szólnak: Maudgaljájanának, Kátjájanának, Szubhútinak és Mahákásjapának.

## A zen buddhizmusban
A Zen hagyományos tanítása szerint Mahákásjapa volt az első, aki a Buddhától dharma tanításokat kapott, őt tartják az "első pátriárkának".

## A kínai kultúrában
A kínai legendák szerint egy Csi Kung nevű szerzetes egyenesen Mahákásjapa reinkarnációja (helyi neve a sárkányszelídítő arhat).

## Tipitaka
Mahákásjapa testét a Kukkutapada-hegy alá temették, ahol úgy tartják, hogy Maitreja (jövőbeli Buddha) eljöveteléig marad. A páli források szerint Maitreja idején az emberek sokkal nagyobbak lesznek mint Sákjamuni Buddha idején. Egy jóslat szerint Mahakasjapa tanítványai szemtelenek lesznek, akinek a feje nem lesz számukra nagyobb, mint egy rovaré. Mahákásjapa állítólag olyan pici, hogy elférhet majd Maitreja tenyerében. Mahákásjapa szerzetesi ruházatot visel.